# Віктор фон Ефруссі
Віктор, Ріттер фон Ефруссі (народився 8 листопада 1860 року в Одесі — помер 6 лютого 1945 року в Танбрідж-Веллсі, Велика Британія) — австрійський банкір.

## Маршрут
Віктор фон Ефруссі був спадкоємцем банку Ephrussi & Co у Відні (Австрія), заснованого його батьком Ігнацем фон Ефруссі. Він був посвячений у лицарі і зведений в лицарі (Ріттер) у 1872 році імператором Австрії, одночасно з його батьком.
Він одружився у Відні 7 березня 1899 року з баронесою Еммі Генріеттою Шай фон Коромлою (1879—1938), з родини, пов'язаної з Ротшильдами (див. Сім'я Ротшильдів). У пари було четверо дітей:
- Єлизавета (1899—1991) (пані Анрі де Вааль),
- Гізела (1904—1985) (пані Альфредо Бауер),
- Ігнац «Іггі» Лео Карл (1906—1994),
- Рудольф (1918 — Нью-Йорк, 1971).

Віктор фон Ефруссі жив у палаці Ефрусі у Відні (Австрія), 14 Dr. Karl Lueger-Ring (перейменована у 2012 році на «Universitätsring»).
У 1920-23 рр. Віктора сильно вдарила інфляція, яка частково його розорила.

## Переслідування нацистами
У травні 1938 року нацисти, які щойно анексували Австрію, відібрали в нього все майно: його палац, його колекції мистецтва, а також банк Ефрусі були «аріанізовані».
Розорений і під загрозою депортації, він спершу знайшов притулок у Словаччині у своєму заміському будинку в Кевесцесі, де померла його дружина, потім, перед наступом нацистів, разом із дочкою Елізабет у Сполученому Королівстві в 1938 році, і помер у Танбридж-Уеллс (Кент) у 1945 р.
Її діти покинули Відень у 1920-х роках. Елізабет була першою жінкою-літератором в Австрії, а потім переїхала до Сполучених Штатів під час аншлюсу. Гізела виїхала до Мадрида в 1925 році. Ігнац-Іггі став дизайнером одягу в Парижі, а також переїхав до Америки, записався як агент військової розвідки, а потім експортував зернові до Токіо.

## Спадщина
Його правнук Едмунд де Ваал написав бестселер про долю своєї родини під час нацистів «Заєць з бурштиновими очима». Ця подія возз'єднала сім'ю, розсіяну по світу нацистами.